# Galería Redfern
La Galería Redfern (en inglés: The Redfern Gallery), creada en 1923, es una de los más antiguas galerías de arte británicas. Especializada en arte británico contemporáneo, la galería fue fundada por Arthur Knyvett-Lee y Anthony Maxtone Graham en la planta superior de la casa Redfern, en el número 27 de Old Bond Street, Londres, como una cooperativa de artistas. En 1936, la galería se trasladó al número 20 de Cork Street, Londres.

## Historia
En 1925, Rex Nan Kivell se unió a la Galería Redfern, convirtiéndose en su director en 1931. En ese período, atrajo a muchos jóvenes y valiosos artistas locales a la galería. En la década siguiente, la galería dio un giro hacia la obra de artistas franceses, con nombres como František Kupka, Igor Mitoraj, Toulouse Lautrec y Marie Laurencin. Nan Kivell comenzó a yuxtaponer obras de artistas franceses con las de los artistas británicos. 
En 1939, Harry Tatlock Miller llegó a la Redfern, tras llegar desde Australia con su pareja, Loudon Sainthill. Un año más tarde, la galería comenzó una asociación duradera con The Contemporary Art Society. Tras la II Guerra Mundial, Peter Cochrane comenzó a promover talentos emergentes, como los pintores del grupo St Ives - Alan Reynolds, Victor Pasmore, Patrick Heron, Terry Frost, Roger Hilton y Bryan Wynter. En los años cincuenta, la Galería Redfern promovió el arte abstracto radical, período en el que también se produjeron catálogos detallados y completos de la galería, con ensayos de luminarias como Clive Bell y Roger Fry. En la década de 1960, la galería Redfern se convirtió en parte de un conjunto de galerías a lo largo de Cork Street y el punto de encuentro de personajes como el joven David Hockney y el diseñador de moda Ossie Clark, así como el acuarelista Patrick Procktor, que se convirtió en un importante referente artístico de la Galería Redfern hasta su muerte, en 2003. En la década de 1970, los artistas Norman Stevens y William Delafield Cook se unieron al núcleo de artistas de la galería. En 1982, Tatlock Miller abandonó la galería, dejando a Maggie Thornton, John Synge y Gordon Samuel para dirigir el Redfern. Los años 80 vieron el Redfern desarrollar un interés en la intersección entre diseño y arte, culminando en Diseño en 1987, así como exposiciones en América y Hong Kong. En la década de 2000, la galería tuvo varias retrospectivas importantes, y llegó a representar a las fincas de Margaret Mellis y Francis Davison.
La Galería Redfern es conocida en Londres por su defensa de las luminarias. Sus directores son Richard Gault y Richard Selby.

## Primeras exposiciones
En 1924 la galería exhibió los trabajos juveniles de Henry Moore y de Barbara Hepworth, y en 1929, la primera exposición de linograbados británicos que ofrecía el trabajo de Cyril Edward Power, de Sybil Andrews, y del vuelo de Claude. También mostró obras de Christopher Wood (traído al Redfern por Peter Cochrane), Eileen Agar, Graham Sutherland y Paul Nash, entre otros, dando algunas de sus primeras exposiciones. En 1942, la Redfern llevó a cabo una exposición significativa de Michael Rothenstein y Eileen Agar. En 1946, en colaboración con el Ministerio de Educación y el Ministerio de Instrucción Pública de Italia, el Redfern organizó una exposición de pintura italiana contemporánea, presentando la obra de Amedeo Modigliani, Renato Guttuso, Carlo Levi, Giorgio Morandi, y los futuristas Carlo Carrà y Gino Severini. En 1953, la galería mostró el trabajo de los artistas emigrados rusos Chaïm Soutine y Moïse Kisling. A medida que el expresionismo abstracto repuntaba en América del Norte, su impacto se reflejó en la exposición de 1957 denominada Metavisual, Tachiste and Abstract Painting in England to-day, inicialmente celebrada en la Galería Redfern, y que posteriormente se presentó en París.
En la década de 1960, el Redfern comenzó a mostrar Patrick Procktor, cuya herencia sigue siendo representada por la Galería Redfern. Su primera exposición en solitario en la galería se celebró en 1963, con todas las obras vendidas antes de que se abrió. En el mismo año, David Oxtoby también tuvo su primera exposición individual en el Redfern, y, de igual forma, sigue siendo representado por la galería.
La década de 1970 abrió con dos importantes espectáculos que ilustran los movimientos contemporáneos del arte europeo a través de obras de artistas alemanes, como Joseph Beuys, Gerhard Richter o Paul Wunderlich, y escultores británicos como Nigel Hall, Bryan Kneale y Kenneth Armitage. En 1973, se organizó una exposición conmemorativa de Loudon Sainthill, en colaboración con la galería de arte de David Jones en Sídney, mostrando los diseños del teatro y del traje que el artista había producido para Los cuatro mosqueteros, Los cuentos de Canterbury y El mercader de Venecia. En 1986, una importante exposición de los grabados e impresiones de Michael Rothenstein de los años 50 y 60, que amplió la autoridad ya conocida de la galería Redfern en la promoción del grabado.

## Exposiciones recientes
La década de 1990 se abrió con una exposición de Patrick Procktor, una muestra individual de Roger Hilton y un acto para celebrar el 75 aniversario de William Gear. La exposición Centenary de Leon Underwood tuvo lugar en la galería Redfern en marzo de 1991 y reunió pinturas, dibujos, esculturas y grabados de su época mexicana y de los años siguientes. Una exposición del español Antoni Tàpies tuvo lugar en la Redfern en febrero de 1992, donde se mostraron sus últimos grabados, junto a los primeros dibujos de Karl Weschke. A finales de este año, se llevó a cabo la exposición conmemorativa de Valerie Thornton. Otras exposiciones notables fueron las del escultor George Kennethson y la del constructivista Jean Spencer. En 2015, la galería Redfern celebró la Exposición Centenaria de William Gear, que posteriormente viajó a la Galería Towner de Eastbourne, y el Centro de Arte de la Ciudad de Edimburgo, donde funcionó hasta enero de 2016. finales de 2015, el Redfern montó una exposición de obras de Danny Fox. Más recientemente, la galería ha tenido retrospectivas de Danny Markey, Margaret Mellis y Arnold van Praag.

## Leer más
- Redfern de Galería de Artistas y Amigos: Fotografías por Karin Székessy. Marca Glazebrook Y Karin Székessy, Redfern Gallery, Londres, 2006. ISBN 0948460105